# Hyalinella diwaniensis
Hyalinella diwaniensis är en mossdjursart som beskrevs av Rao, Agrawal, Diwan och Shrivastava 1985. Hyalinella diwaniensis ingår i släktet Hyalinella och familjen Plumatellidae. Inga underarter finns listade i Catalogue of Life.